# Août 1830

## Événements

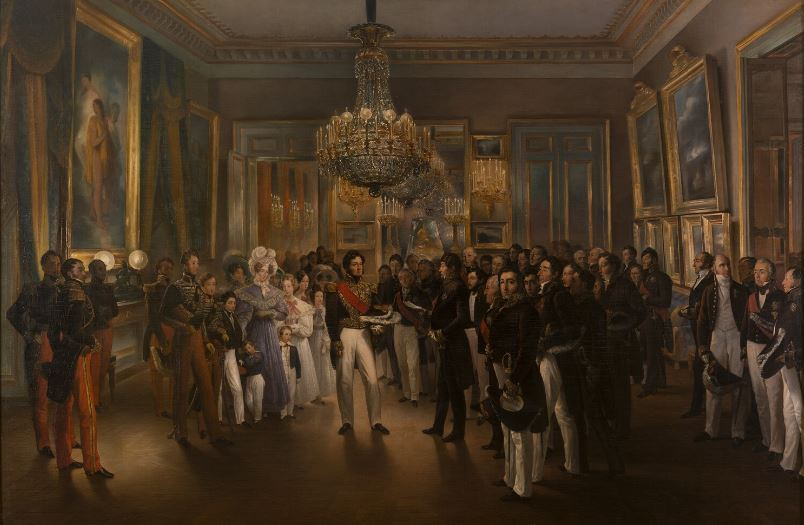
Le duc d'Orléans reçoit au Palais-Royal la Chambre des pairs (7 août 1830), François Joseph Heim (1787–1865), 1837, Musée de l'Histoire de France (Versailles).

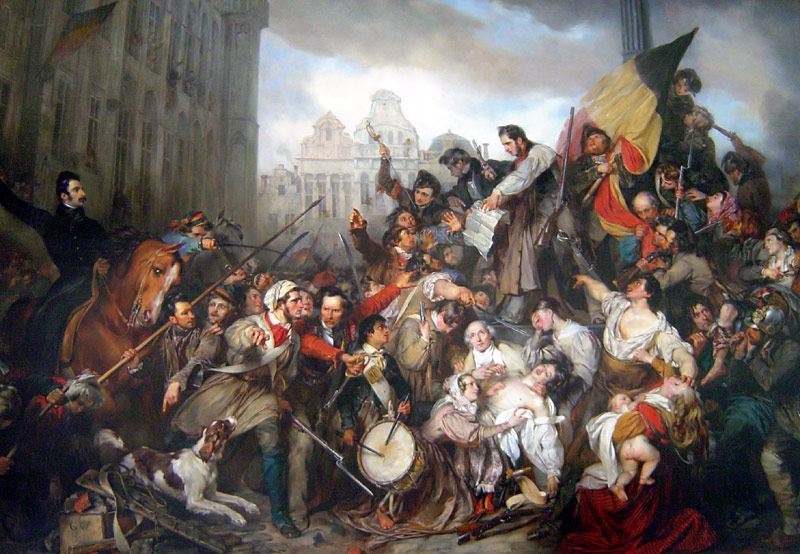
La révolution belge de 1830

- Traité entre la régence de Tunis et la France. Suppression de la course, de l’esclavage, des redevances.

- 1er août, France :
  - dans la nuit du 31 juillet au 1er août, Charles X arrive au château de Rambouillet. Il signe une ordonnance confiant au duc d'Orléans la lieutenance générale du royaume, que Louis-Philippe refusera de recevoir, l'ayant déjà acceptée des députés. Louis Philippe désigne des commissaires provisoires aux différents départements ministériels, en reprenant à peu de chose près les nominations faites par la commission municipale et remplace Bavoux par Girod de l'Ain à la préfecture de police. Une ordonnance rétablit officiellement la cocarde tricolore. Une autre ordonnance convoque les chambres pour le 3 août;
  - départ de la famille Hugo pour Montfort-l'Amaury (jusqu'au 7 août).
- 2 août, France : à Rambouillet, dans l'après-midi, Charles X abdique et son fils, le dauphin, contresigne cette abdication en faveur du jeune duc de Bordeaux, fils posthume du duc de Berry. Un message est adressé à Louis-Philippe pour l'inviter à faire proclamer l'avènement d'« Henri V ». Louis-Philippe décide d'envoyer l'acte d'abdication aux Chambres afin qu'elles se prononcent, ce qui revient à le priver d'effet. Il envoie à Rambouillet quatre commissaires - Odilon Barrot, le maréchal Maison, Augustin de Schonen et le duc de Coigny - chargés de négocier les conditions du départ de Charles X et de sa famille vers l'exil.
- 2 - 5 août, France : séries de nominations au gouvernement, dans la haute administration, dans l'armée et dans la magistrature.
- 3 août, France :
  - sur ordre de Louis-Philippe, une troupe de 10 à 20 000 hommes de la Garde nationale, commandée par le général Pajol et le colonel Jacqueminot, marche sur Rambouillet pour contraindre Charles X au départ. Ce dernier se met en route vers Cherbourg où deux paquebots américains ont été dépêchés pour le prendre en charge;
  - Louis-Philippe accorde, sur sa cassette personnelle, une pension de 1 500 francs à l'auteur de La Marseillaise, Rouget de Lisle ; il accorde des sous-lieutenances à tous les élèves de l'École polytechnique qui ont pris part aux Trois Glorieuses et des décorations aux étudiants des facultés de droit et de médecine qui se sont distingués pendant l'insurrection ; de manière plus polémique, il nomme le baron Pasquier à la présidence de la Chambre des pairs, accorde au duc de Chartres le droit de siéger à la Chambre des pairs et confère au duc de Nemours la grand-croix de la Légion d'honneur. Une ordonnance prescrit de rendre la justice au nom de « Louis-Philippe d'Orléans, duc d'Orléans, lieutenant général du royaume »;
  - à une heure de l'après-midi, Louis-Philippe préside à l'ouverture de la session des Chambres au Palais Bourbon, accompagné de son deuxième fils, le duc de Nemours. Dans son discours, il jure de maintenir la Charte tout en annonçant les principes d'un certain nombre de réformes à conduire (organisation de la Garde nationale, application du principe du jugement par jury aux délits de presse, formation des administrations départementales et municipales, interprétation de l'article 14 de la Charte, fondement des ordonnances du 26 juillet), et communique l'abdication de Charles X, contresignée par le dauphin;
  - dans la soirée, plusieurs députés mécontents se retrouvent chez Jacques Laffitte et décident d'en finir avec les Bourbons de la branche aînée en établissant clairement une nouvelle dynastie. Une proclamation est rédigée par Louis Bérard qui propose de conférer la couronne au duc d'Orléans à la condition qu'il entreprenne une révision de la Charte fondée sur les principes mentionnés dans son discours d'ouverture de la session parlementaire, complétés par plusieurs autres : responsabilité des ministres et des agents secondaires de l'administration, statut légal des militaires, réélection des députés promus à des fonctions publiques, égalité des cultes devant la loi, interdiction des troupes étrangères dans l'armée nationale, abolition de la noblesse, initiative des lois accordée aux Chambres, suppression du double vote, abaissement de l'âge et du cens électoral, reconstitution totale de la pairie.
- 4 août, France : lors d'un conseil des ministres qui examine la proposition de Bérard, Louis-Philippe charge le duc de Broglie et Guizot de préparer une révision de la Charte.
- 5 août, France : Casimir Perier est proposé par la Chambre des députés comme président (174 voix contre 160 à Laffitte) et ce choix est ratifié par Louis-Philippe.
- 5 au 7 août, France : la chambre s'occupe de la révision de la Charte. Des bandes occupent de façon plus ou moins menaçante les édifices publics.
- 6 août, France :
  - Guizot communique à Bérard le projet de révision de la Charte qu'il a élaboré avec le duc de Broglie et reçoit de Boinvilliers le projet concurrent élaboré par les républicains (constitution républicaine sous forme de monarchie, déclaration des droits, ratification de la Constitution par le peuple, dissolution de la Chambre des députés, reconquête par la guerre de la frontière naturelle du Rhin);
  - dans la matinée, la Chambre des députés engage la discussion sur le projet de Bérard, tandis que les manifestants républicains cernent le Palais Bourbon. Le débat se focalise autour de la question de l'hérédité de la pairie;
  - nomination d'un Conseil municipal provisoire à Paris;
  - soirée : La Fayette promet la dissolution de la pairie pour apaiser une foule houleuse qui menace la Chambre des pairs;
  - une ordonnance décide que le coq gaulois remplacera la fleur de lys sur la hampe des drapeaux.
- 7 août, France :
  - lors du conseil des ministres réuni le matin au Palais-Royal, Louis-Philippe écarte l'emploi de la force publique en cas d'émeute provoquée par la question de l'hérédité de la pairie;
  - par 219 voix contre 33 (sur 430 députés), la Chambre des députés adopte pour l'essentiel le projet de Bérard. Invoquant le départ de Charles X et de sa famille et la violation de la Charte, les députés déclarent le trône vacant de fait et de droit et appellent Louis-Philippe d‘Orléans au trône comme « roi des Français » (et non plus comme « roi de France ») en contrepartie de l‘engagement par celui-ci de respecter la Charte, qui est modifiée sur plusieurs points : suppression du préambule, de l'article 6 (qui déclarait le catholicisme religion État), abolition de la censure, modification de l'article 14 sur les ordonnances royales, désormais cantonnées à l'exécution des lois, initiative des lois accordée aux deux Chambres, publicité des débats de la Chambre des pairs, élection des députés pour 5 ans, abaissement de l'âge d'éligibilité à 40 ans et de l'âge de l'électorat de 30 à 25 ans, élection des présidents des collèges électoraux par les électeurs et du président de la Chambre des députés par les députés, extension des possibilités de mise en accusation des ministres, abolition des tribunaux d'exception, serment de fidélité à la Charte prêté par le roi devant les Chambres, rétablissement de la cocarde tricolore, annulation des nominations de pairs faites par Charles X. L'article 27 sur l'hérédité de la pairie est renvoyé à un nouvel examen lors de la session de 1831. Enfin, la Chambre demande de pourvoir par des lois à un certain nombre de points : jury pour les délits de presse et les délits politiques, responsabilité des ministres et des fonctionnaires, réélection des députés promus à des fonctions publiques salariées, vote annule du contingent de l'armée, organisation de la Garde nationale, institutions départementales et municipales fondées sur l'élection, instruction publique et liberté de l'enseignement, fixation des conditions d'exercice du droit de vote et d'éligibilité;
  - dans la soirée, les députés se rendent en corps au Palais-Royal où Louis-Philippe proclame son adhésion à leur déclaration qu'il affirme « conforme aux principes politiques [qu‘il a] professés toute [sa] vie ». Il paraît au balcon avec sa famille et reçoit les acclamations de la foule;
  - au Palais du Luxembourg, la Chambre des pairs adopte sans enthousiasme la déclaration des députés, par 89 voix sur 114 présents;
  - Louis-Philippe signe un acte de donation-partage qui répartit ses biens personnels entre ses enfants en s'en réservant l'usufruit, afin d'éviter que ceux-ci ne soient incorporés au domaine de la Couronne lors de son avènement;
  - Chateaubriand renonce à la pairie, pour entrer dans une opposition déterminée à "Philippe" (Louis-Philippe, duc d'Orléans devenu "roi des Français") qu'il estime avoir "filouté" la couronne de France. Il prononce son dernier discours à la Chambre des pairs et refuse de prêter serment de fidélité au roi Louis-Philippe.
- 8 août, France : sur les instances de La Fayette, et contre son premier mouvement, Louis-Philippe décide de régner sous le nom de Louis-Philippe Ier (et non de Philippe VII). Les formules « Par la grâce de Dieu… », « l'an de grâce… » et « sujets » sont abandonnées. Les ministres perdent les titres de « Monseigneur » et d'« Excellence ». Le fils aîné du roi est titré « prince royal », les filles et la sœur du roi sont titrées « princesses d'Orléans » (et non « filles de France ») et il est décidé que le sceau officiel de État portera les armes de la maison d'Orléans (de France au lambel d'argent), ce qui n'avait jamais été le cas par le passé lors de l'accession au trône d'un cadet (celui-ci prenant alors les pleines armes de France), manière de marquer le changement de dynastie et la solution de continuité entre le nouveau régime et celui qui l'a précédé.
- 9 août, France : proclamation officielle de la monarchie de Juillet au Palais Bourbon. Le duc d'Orléans accepte la couronne et devient Louis-Philippe Ier. Il prête serment devant les Chambres.
- 10 août, France : Chateaubriand renonce à sa pension de pair de France.
- 11 août, France : Louis-Philippe annonce la formation d'un ministère sans président du Conseil, le premier ministère du règne de Louis-Philippe Ier : Molé devient ministre des Affaires étrangères, le général Sébastiani, ministre de la Marine, le duc de Broglie, ministre de l'Instruction publique et des Cultes tandis que sont nommés quatre ministres sans portefeuille : Jacques Laffitte, Casimir Perier, André Dupin et Bignon. Guizot est ministre de l'intérieur.
- 14 août, France : la nouvelle Charte est promulguée.
- 15 août, France : l'église Sainte-Geneviève de Paris est retirée au culte et rendue à sa destination de temple des grands hommes, fixée par la Révolution, sous le nom de Panthéon.
- 16 août, France :
  - Charles X et sa famille s'embarquent à Cherbourg pour l'Angleterre;
  - une ordonnance nomme provisoirement (en attendant une loi) La Fayette commandant général des Gardes nationales du royaume. Il a comme adjoint le général Dumas;
  - hostile au nouveau régime, Tocqueville consent néanmoins à prêter serment comme magistrat tandis qu'une partie de sa famille s'y refuse.
- 17 août, France : le général-comte Gérard est élevé à la dignité de maréchal de France.
- 19 août, France :
  - Louis-Philippe Ier écrit aux monarques de l'Europe pour leur notifier le début de son règne;
  - discussion à la Chambre de la question du serment que devront prêter les membres des deux chambres.
- 25 - 26 août, Belgique : depuis l'amalgame forcé de la Belgique et des Pays-Bas, décidé en 1815 par les grandes puissances au Congrès de Vienne, la politique maladroite des Hollandais a entraîné, depuis des années, l'hostilité croissante des Belges. Celle-ci va éclater à Bruxelles, à l’occasion de la représentation de l'opéra d'Auber La Muette de Portici au théâtre de la Monnaie[1], Le sujet de cet opéra exaltant l'esprit de liberté populaire, soulève un mouvement de foule qui entraîne des émeutes dirigées contre les résidences de ministres hollandais à Bruxelles et de collaborateurs du régime. L'imprimerie du journal gouvernemental le National est mise à sac. Les 26 et 27, les mouvements de foule, avant tout ouvriers, sont pris en charge par des intellectuels radicaux férus d'idées démocratiques. Mais la destruction de machines provoque la création d'une garde bourgeoise chargée de rétablir l'ordre[2]. Début de l'insurrection belge (1830-1831). Le soulèvement bruxellois contre le pouvoir néerlandais mène à des combats contre les troupes royales qui conduiront à l'indépendance de la Belgique.
- 26 août : ordonnance rétablissant le Panthéon et sa sécularisation.
- 27 août, France : 
  - Benjamin Constant est nommé président d'une section au conseil d'État.
  - ordonnance du roi rendant au barreau français ses anciennes franchises en reconnaissant à tout avocat inscrit au tableau le droit de concourir, par élection directe, à la nomination des membres du conseil et du bâtonnier de l'ordre, ainsi que le droit de plaider devant toutes les cours et tous les tribunaux du royaume sans avoir besoin d'aucune autorisation;
  - mort du prince de Condé, retrouvé pendu à l'espagnolette de sa chambre au château de Saint-Leu. Son légataire universel est le duc d'Aumale, cinquième fils du roi.
- 29 août, France : Louis-Philippe passe en revue la Garde nationale.
- 31 août :
  - Lord Stuart of Rothesay, ambassadeur de Grande-Bretagne à Paris, remet ses lettres de créance à Louis-Philippe;
  - France : loi du 31 août 1830 sur la prestation de serment au nouveau régime

## Naissances
- 18 août : François-Joseph Ier, empereur d'Autriche († 21 novembre 1916).
- 30 août : Anatole de Cabrières, cardinal français, évêque de Montpellier († 21 décembre 1921).

## Décès
- 19 août : Julius Lothar Meyer (mort en 1895), chimiste allemand.
- 20 août : Gerhard vom Rath (mort en 1888), minéralogiste et géologue allemand.